# Fußball-Ozeanienmeisterschaft der Frauen 1991
Die Fußball-Ozeanienmeisterschaft der Frauen 1991 (engl.: OFC Women's Nations Cup) war die vierte Ausspielung einer ozeanischen Kontinentalmeisterschaft im Frauenfußball und fand in der Zeit vom 19. bis 25. Mai 1991 in Sydney und damit zum zweiten Mal in Folge in Australien statt. Neben Gastgeber Australien nahmen mit Neuseeland und Papua-Neuguinea erstmals nur drei Mannschaften am Turnier teil, das gleichzeitig als Qualifikation der Ozeanienzone für die erste Fußball-Weltmeisterschaft der Frauen 1991 galt. Gespielt wurde in einer doppelten Runde Jeder gegen Jeden.
Neuseeland wurde Gruppenerster und zum zweiten Mal Ozeanienmeister im Frauenfußball und qualifizierte sich damit als Vertreter Ozeaniens für die Fußball-Weltmeisterschaft der Frauen 1991 in China.

## Das Turnier
| Pl. | Land            | Sp. | S | U | N | Tore    | Diff. | Punkte |
| --- | --------------- | --- | - | - | - | ------- | ----- | ------ |
| 1.  | Neuseeland      | 4   | 3 | 0 | 1 | 028:100 | +27   | 06:20  |
| 2.  | Australien      | 4   | 3 | 0 | 1 | 021:100 | +20   | 06:20  |
| 3.  | Papua-Neuguinea | 4   | 0 | 0 | 4 | 000:470 | −47   | 0:80   |

|              |   |                 |      |
| 19. Mai 1991 |   |                 |      |
| Neuseeland   | – | Papua-Neuguinea | 16:0 |
| 20. Mai 1991 |   |                 |      |
| Neuseeland   | – | Australien      | 1:0  |
| 21. Mai 1991 |   |                 |      |
| Australien   | – | Papua-Neuguinea | 12:0 |
| 23. Mai 1991 |   |                 |      |
| Neuseeland   | – | Papua-Neuguinea | 11:0 |
| 24. Mai 1991 |   |                 |      |
| Neuseeland   | – | Australien      | 0:1  |
| 25. Mai 1991 |   |                 |      |
| Australien   | – | Papua-Neuguinea | 8:0  |